# 法華寺 (台北市)

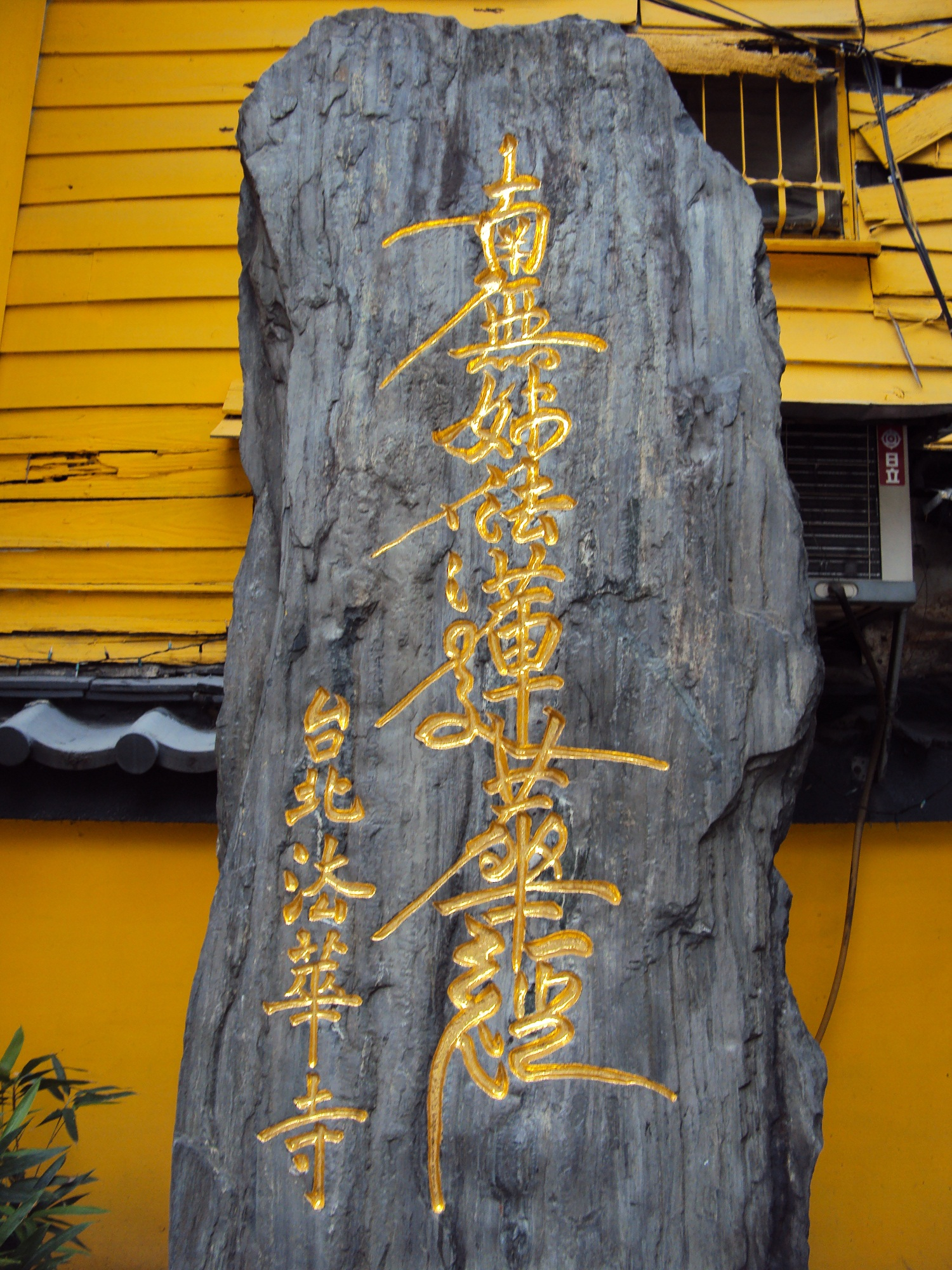
南無妙法蓮華経の碑

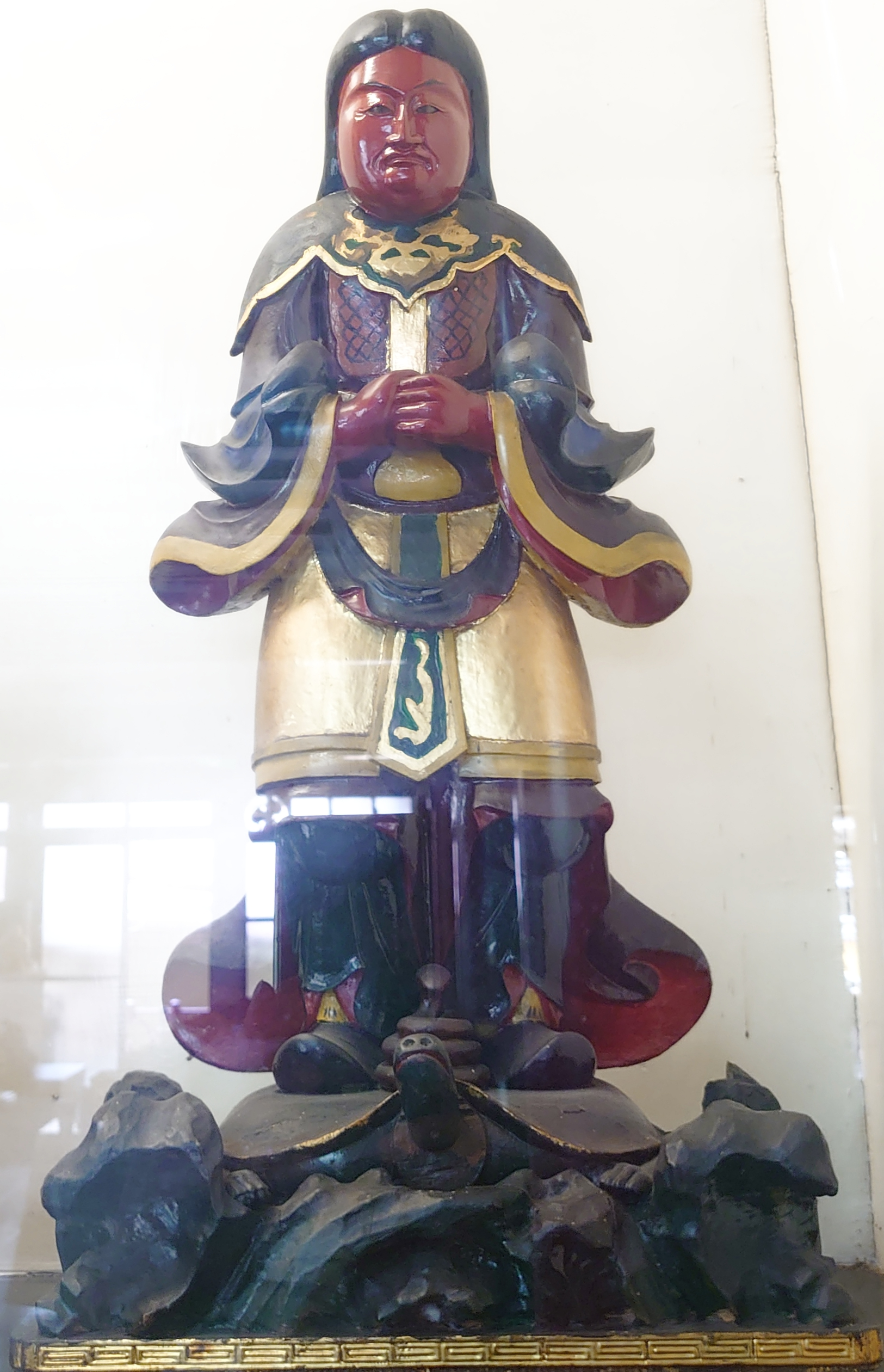
妙見菩薩像

法華寺（ほっけじ）は、台湾台北市万華区（旧・若竹町）にある寺院。台北法華寺とも呼ばれている。

## 本尊
本尊は十界曼荼羅で、宗祖日蓮、妙見菩薩、鬼子母神、経王大菩薩、清正公を合祀する。

## 歴史
日本統治時代の明治30年（1897年）に日蓮宗の布教所として建立され、台湾における日蓮宗布教の中心となった。明治43年（1910年）に若竹町の現在地に移転した。大正9年（1920年）に「法華寺」と公称され、現在に至っている。

## アクセス
- 台北捷運（地下鉄）板橋線西門駅から徒歩15分。